# ديف كالاهان
ديف كالاهان (بالإنجليزية: Dave Callahan)‏ هو لاعب كرة قاعدة أمريكي، ولد في 20 يوليو 1888 في سينيسا في الولايات المتحدة، وتوفي في 28 أكتوبر 1969 في أوتاوا في الولايات المتحدة.

## وصلات خارجية
- ديف كالاهان على موقعبيزبول رفرنس.كوم (الدوري الرئيسي) (الإنجليزية)
- ديف كالاهان على موقعبيزبول رفرنس.كوم (الدوري الثانوي) (الإنجليزية)
- ديف كالاهان على موقع جمعية أبحاث البيسبول الأمريكية (الإنجليزية)